# Maximiliano Zanello
Maximiliano Óscar Zanello (n. Avellaneda, Provincia de Buenos Aires, Argentina, 10 de mayo de 1977) es un exfutbolista argentino. Jugaba de mediocampista y militó en diversos clubes de Argentina, Chile, Ecuador y España.

## Clubes
| Club                   | País      | Año       |
| ---------------------- | --------- | --------- |
| Racing Club            | Argentina | 1997-1998 |
| Platense               | Argentina | 1998-1999 |
| Racing Club            | Argentina | 1999-2001 |
| Santiago Morning       | Chile     | 2001      |
| Cobreloa               | Chile     | 2002      |
| Santiago Morning       | Chile     | 2002-2003 |
| Cartagena              | España    | 2003-2004 |
| Deportes Melipilla     | Chile     | 2005      |
| Macará                 | Ecuador   | 2006      |
| Defensores de Belgrano | Argentina | 2007-2009 |
| Temperley              | Argentina | 2009-2010 |
| Berazategui            | Argentina | 2010-2011 |